# Mike Shaver
Mike Shaver (* 17. únor 1977) je programátor, který je známý svou prací na několika open source projektech. Podílel se též na vývoji několika technologiích, které dnes utvářejí dynamický web – například JavaScript. Pracoval ve firmách Netscape Communications či Oracle Corporation a v dnešní době pracuje pro Mozilla Corporation.